# Жене у Уганди
Жене у Уганди имају значајне економске и друштвене одговорности у многим традиционалним друштвима Уганде. Жене из Уганде потичу из различитих економских и образовних средина. Упркос економском и социјалном напретку у целој земљи, насиље у породици и сексуални напади остају преовлађујући проблеми у Уганди. Неписменост је у директној корелацији са повећаним нивоом насиља у породици. То је углавном зато што чланови домаћинства не могу да доносе исправне одлуке које директно утичу на њихове будуће планове. Владини извештаји указују на све већи ниво насиља у породици над женама који се директно може приписати сиромаштву. 

## Друштвена динамика
Данас су родне улоге у Уганди под утицајем традиције, као и друштвене динамике која се стално мења. Традиционалне улоге жена у Уганди сличне су традиционалним улогама жена широм света. Ове улоге су углавном одржавање домаћинства, одгајање деце, доношење воде, кување и брига о потребама заједнице.
Осамдесетих година прошлог века од неких жена у руралним областима Буганде се очекивало да клекну када разговарају са мушкарцем. У исто време, међутим, жене су преузеле примарну одговорност за бригу о деци, а у двадесетом веку, жене су дале значајан допринос пољопривреди. 
Иако је традиционално била улога мушкараца да контролишу породична финансијска питања, жене дају значајан економски допринос својим породицама и широј економији Уганде. Многе жене изјављују да се и даље боре да пронађу прилике за запослење, а неке напуштају своје заједнице да би нашле веће могућности за запошљавање негде другде. Традиционалне родне улоге које су у великој мери ревитализоване америчким евангелистичким утицајем, потврђују да је улога жена заснована на кућним обавезама. Стога је запошљавање жена и даље стигматизовано у угандској култури. Међутим, постојале су иницијативе за запошљавање жена широм земље. 
У многим аспектима, жене из Уганде имају и имале су права која премашују права жена у западним друштвима. Многи становници Уганде препознају жене као важне верске вође и вође заједнице. Жене имају право да поседују земљу, утичу на кључне политичке одлуке које доносе мушкарци и узгајају усеве за сопствени профит. Када је пољопривреда са овим усевима постала уносна, као у југоисточној Уганди 1920-их, мушкарци су често полагали право на земљиште у власништву њихових женских рођака, а њихове захтеве су подржавали локални савети и судови протектората. 

### Полигамија
Полигамни бракови, који мушкарцу дозвољавају да се ожени са више жена, ојачали су неке аспекте доминације мушкараца. Међутим, они су такође дали женама прилику за сарадњу у супротстављању мушкој доминацији. 
У Уганди, мушкарац понекад додељује „мушки статус” својој старијој жени, дозвољавајући јој да се понаша као једнака према мушкарцима и као надређена према његовим другим женама. У двадесетом веку, полигамни бракови су представљали друштвене везе које нису биле правно признате као брак, остављајући жене без законских права на наследство или издржавање у случају развода или смрти супруга. 

## Родна равноправност
Као и многе друге земље, Уганда се суочава са вишеструким препрекама у свом кретању ка родној равноправности. Након што су родна равноправност и оснаживање жена наведени као један од Миленијумских развојних циљева УН-а из 2000. године, Сектор правде, закона и реда Уганде је одговорио у свом годишњем извештају о Роду и приступу правди (2001) који се бави различитим препрекама у приступу правди.  Овај сектор је 2012. известио да су због патријархата и недостатка родне равноправности већина сиромашних -  жене; од којих многе не знају или су лишене одређених права попут поседовања земље.  Родно-засновано насиље је пријављено као још један проблем. Према властима у полицијским снагама Уганде, многи становници Уганде прихватају пребијање жена као дугогодишњу друштвену норму.  Истраживање је 2001. године открило да је 90% жена изјавило да је „пребијање жене или женског партнера било оправдано у неким околностима“.  Чланак Ројтерса из 2018. наглашава забринутост због родно заснованог насиља у покривању приче која укључује 20 лешева младих жена дуж путева јужно од Кампале.  Поред недостатка правде и заштите од насиља, постоји значајан родни јаз у образовању.
Жене су недовољно заступљене у финансијским услугама Уганде: жене контролишу око 39 процената угандских фирми, а ипак примају само 9 процената комерцијалних зајмова. За њих је 40% мања вероватноћа да ће имати банковни рачун од мушкараца. Поред тога, само 25% жена користи мобилни новац.  
Национална стратегија за финансијску инклузију Уганде настоји да се позабави овим проблемом, при чему предњачи Угандска развојна банка. Европска инвестициона банка обезбедила им је кредитну линију од 15 милиона евра у оквиру SME-Регионалног фонда у источној Африци и пројекта организације SheInvest за Африку.   
Национална стратегија финансијског укључивања Уганде сада се посебно фокусира на приватна предузећа предвођена женама кроз нови пројекат назван 2X Challenge. 2X Challenge је обећање развојних финансијских институција да ће уложити 3 милијарде долара у економско оснаживање жена до краја 2020. Сврха пројекта је да промовише жене као предузетнице, пословне лидере и раднице.  
Пољопривреда и агробизнис имају највише фирми које воде жене у портфолију Угандске развојне банке.  

### Родни јаз и образовање
Према Извештају Светског економског форума о глобалном родном јазу за 2017. годину, Уганда се налази на 45. месту од 144 земље на основу четири кључна индикатора: економско учешће и могућности, образовна достигнућа, здравље и опстанак и политичко оснаживање. Према резултатима у овом извештају, откривено је да је Уганда рангирана на 1. месту у упису у основно образовање, а ипак само на 127. у средњем образовању.  То значи да је за већину девојчица у Уганди њихово школовање заустављено пре или убрзо након што постану тинејџерке. Културна пракса да се родитељи више ослањају на девојчице него на дечаке за потребе рада у домаћинству може бити главни узрок овог диспаритета у образовању.  Студија из 2013. коју је урадила Мартина Бјоркман-Никвист указала је на оштар пад уписа у школу за жене када су се њихова домаћинства суочила са финансијским проблемима због недостатка кише/производње усева или других економских недостатака.  А у окрузима где је школовање било бесплатно, показао је значајан пад оцена студенткиња које су зарађивале у време економских тешкоћа. У међувремену, студија је показала да су дечаци остали безбедни у оба сценарија.  Било да се ради о економским шоковима, раној нежељеној трудноћи или бекству од насиља у породици, многе девојке морају прерано да прекину школовање. Као резултат тога, ове младе жене се суочавају са смањеним могућностима за посао и значајан број њих је отеран у нездраве сексуалне односе или се нађе у сексуалним пословима у Кампали како би преживеле и издржавале своје породице.  

### Интервенције за родну равноправност
Акције предузете за премошћивање ових родних разлика и доношење правде послужиле су као катализатор развоја, оснажујући жене из Уганде да стекну различита права, положаје и могућности. У округу Касесе, Западна Уганда, Систем учења о родним акцијама пружа обуку у производњи и трговини основних намирница: кафе, кукуруза и воћа. Кроз иницијативе попут ове, жене су у позицији да имају приступ потребној здравственој заштити и образовању, што им помаже да избегну  замку сиромаштва. Налази истраживања такође указују на смањење родно заснованог насиља, јер жене постају кључни фактори у јачању локалне економије.  Истраживање IMF-а из 2016. показало је да је родно буџетирање веома успешно у земљама попут Уганде и Руанде. Када циљана средства обезбеде чисту воду и доступност струје, смањење свакодневних кућних послова чини изводљивијим зарађивање новца потребног за школовање девојчица.  Кроз едукацију и програме саветовања парова у оквиру AIDS Организације за подршку, жене уче вештине које им помажу да се боље сналазе у одлукама у вези и безбедном сексу.  Клубови као што је Empowerment of Livelihood and Adolescents имају за циљ да помогну девојкама да избегну тинејџерску трудноћу и малолетнички брак. 

### Отпор променама норми
Промена старих друштвених норми наишла је на одређени отпор и негативне последице. Након јавних кампања које промовишу права жена, Уганда је једна од земаља за које је Светска здравствена организација приметила да су доживеле реакције које су резултирале насиљем.  У четворогодишњој студији у Ракаију,  примећена је широко распрострањена нелагода међу женама и мушкарцима јер су иницијативе за равноправност довеле у питање концепт женског места у кући и друштву уопште. Пошто жене добијају већу финансијску аутономију и моћ у кући, многи су изразили забринутост да овај изазов традиционалним родним улогама може довести до тога да се мушкарци осећају угрожено и да одговоре насиљем у породици. Студија у Ракаију  је нагласила важност успостављања иницијатива у заједници које могу проширити културна разумевања у препознавању да постоје многе предности пошто се прихватају оснаживање жена и једнакост.  

## Историја
Жене су почеле да се организују да би оствариле своју политичку моћ пре независности. Године 1960. Савет жена Уганде на челу са Едит Мери Батарингаја донео је резолуцију у којој се позива да закони који се односе на брак, развод и наслеђе треба да буду забележени у писаној форми и објављени широм земље – што је први корак ка кодификацији обичајних и модерних пракси. Током прве деценије независности, овај савет је такође вршио притисак на законске реформе које би свим женама дале право да поседују имовину и да задрже старатељство над својом децом ако се њихов брак заврши. 
Током 1970-их и раних 1980-их, насиље које је захватило Уганду нанело је посебно тежак данак женама. Економске тешкоће су се прво осетиле у кући, где женама и деци недостају економски избори доступни већини мушкараца. Женски посао је одузимао више времена него раније; ерозија јавних услуга и инфраструктуре смањила је приступ школама, болницама и пијацама. Чак је и путовање у оближње градове често било немогуће. Неке жене из Уганде су веровале да су ратне године ојачале њихову независност, пошто је поремећај нормалног породичног живота отворио нове путеве за стицање економске независности, а владини извештаји сугеришу да се број жена запослених у трговини повећао крајем 1970-их и почетком 1980-их. 
Влада касних 1980-их обећала је да ће елиминисати дискриминацију жена у званичној политици и пракси. Жене су активне у Националној армији отпора, а председник Мусевени је именовао жену, Џоан Каквензир, у шесточлану комисију за документовање злоупотреба од стране војске. Влада је такође одредила да по једна жена представља сваки округ у Националном савету отпора. Поред тога, Комерцијална банка Уганде којом управља влада покренула је план руралног кредитирања како би пољопривредне зајмове учинила лакше доступним женама. 
Мусевени је именовала Џојс Мпангу за министра за жене и развој 1987. године, и она је прогласила намеру владе да подигне плате жена, повећа кредите и могућности за запошљавање жена и побољша животе жена уопште. Године 1989. биле су две жене које су биле министри и три су биле заменице министра у кабинету владе. Жене државне службенице су такође формирале организацију Акција за развој, како би помогле женама у ратом захваћеним подручјима, посебно у девастираној регији Луверо у централној Уганди. 
Удружење жена адвоката Уганде, које је основано 1976. године, основало је клинику за правну помоћ почетком 1988. за одбрану жена које су се суочиле са губитком имовине или деце због развода, раставе или удовиштва. Удружење је такође настојало да прошири образовне могућности за жене, повећа исплате издржавања деце у случају развода, успостави заједничке правне основе за развод за мушкарце и жене, успостави заједничке кривичне законе за мушкарце и жене, помоћ женама и деци жртвама АИДС-а и имплементирање националних образовних програма како би се жене информисале о њиховим законским правима. 